# José Manuel Serrano Arenas
José Serrano Arenas és un exfutbolista sevillà, que ocupava la posició de defensa. Ha estat internacional amb la selecció espanyola sub-17.
Format al planter del Sevilla FC, el 2004 fitxa pel Xerez CD, amb qui debuta a Segona Divisió. A l'any següent recala al Llevant UE, que en principi l'hi incorpora al seu equip filial, per a jugar posteriorment 39 partits amb els valencians a primera divisió.
L'estiu del 2008 deixa el conjunt llevantinista i fitxa pel Rayo Vallecano.